# Sitarovci
Sitarovci – wieś w Słowenii, w gminie Ljutomer. W 2018 roku liczyła 36 mieszkańców.